# Trachypithecus hatinhensis
Trachypithecus hatinhensis (Лутунг хатіньський) — вид приматів з роду Trachypithecus родини мавпові. Названий за назвою провінції Хатінь.

## Опис
Хутро переважно чорного кольору лише біла смуга проходить від рота до вух. Хвіст довший тіла, руки і ноги вузькі і великий палець дуже малий. Ці примати досягають довжини тіла 50-67 см, хвіст від 81 до 87 см у довжину. У них є багатокамерний шлунок для кращого перетравлювання їжі.

## Поширення
Країни проживання: Лаос, В'єтнам. Цей вид, як правило, можна знайти в лісових місцях проживання, пов'язаних з карстовим / вапняковим середовищем до близько 1500 м у висоту.

## Стиль життя
Це листоїдний, наземний і деревний, денний вид.  Вони живуть в групах від 5 до 15 тварин, які складаються з одного самця, одного або декількох самиць і потомства. 

## Загрози та охорона
Основною загрозою для цього виду є полювання. Втрата середовища існування також є проблемою в деяких областях. Внесений в Додаток II СІТЕС. Він знаходиться в англ. Phong Nha-Ke Bang National Park у В'єтнамі і невелика кількість присутня також у англ. Nakai Nam Theun National Biodiversity Conservation Area.